# Cosmia arnoi
Cosmia arnoi là một loài bướm đêm trong họ Noctuidae.